# Roger Cans
Pour les articles homonymes, voir Cans.
Roger Cans, né le 7 février 1945 à Maule (Yvelines) et mort le 28 novembre 2018 au Mans, est un journaliste et écrivain français.
Il est chargé de la rubrique « environnement »  au journal Le Monde de 1983 à 1996. Il prend sa retraite de journaliste en 2006. En 2011 il fait partie du conseil d'administration de l'association Journalistes-écrivains pour la nature et l'écologie en tant que secrétaire général.

## Ouvrages
- Théodore Monod : Savant tout terrain, Paris, Sang de la Terre, 2009, 317 p. (ISBN 978-2-86985-226-6)
- Petite Histoire du mouvement écolo en France, Delachaux et Niestlé, 2006, 318 p. (ISBN 978-2-603-01412-7)
- Pour que vive la terre, 2003 (ISBN 978-2-85120-595-7)
- En effeuillant l'Amérique, Denoël, 2001, 239 p. (ISBN 978-2-207-22359-8)
- La Ruée vers l'eau, Gallimard, 2001, 224 p.
- Tazieff : Le joueur de feu, Paris, Sang de la Terre, 1998, 287 p. (ISBN 978-2-86985-225-9)
- Cousteau : Captain Planet, Paris, Sang de la Terre, 1997, 317 p. (ISBN 978-2-86985-224-2)
- La Bataille de l'eau, Le Monde, 1994, 232 p. (ISBN 978-2-87899-148-2)